# Jean Lebeuf
Jean Lebeuf (Auxerre, 7 de març de 1687 - 10 d'abril de 1760) fou un historiador, músic i erudit francès. Fou canonge en la seva vila nadiua.
Ingressà a l'Acadèmia d'Inscripcions el 1740, en lloc de Lancelot. Després de publicar el seu Martyrologe d'Auxerre, el papa Benet XIV el cridà, però no va poder arribar a Roma per la seva poca salut. Escriví sobre innumerables matèries, i es diu de Lebeuf que engrandí el domini de les ciències amb els seus treballs sobre història, geografia, litúrgia, hagiografia, literatura, diplomàtica, filologia, numismàtica, epigrafia, arqueologia i usos i costums. També publicà molts treballs sobre l'art musical. Entre les seves obres destaquen: Remarquues sur le chant ecclésiastique (1725); Recueil de divers écrits pour servir d'eclaircissement à l'histoire de France et de supplément à l'histoire des Gaules (1738); Dissertations sur l'histoire ecclésiastique et civile de París, suivie de plusieurs éclaircissaments sur l'histoire de France (1739-1745); Dissertation sur l'état des sciences en France depuis la mort du roi Robert jusqu'à celle de Philippe le Bel, é Histoire de la ville et de tout le diocése de París. El 1843 es publicaren a París Recueil de dissertations de Lebeuf, i el 1885 la Correspondence de l'abbé Lebeuf et du président Bouhier.